# NGM-81
NGM-81 — лицензионный вариант АК74 венгерского производства.

## История
Разработка 5,45-мм автомата (который в перспективе должен был заменить 7,62-мм автоматы Калашникова на вооружении Венгерской Народной армии) началась в начале 1980-х годов под руководством оружейников Zala Károly и Horváth Zoltán.
Производство NGM-81 было освоено в 1981 году на оружейном заводе FEG в Будапеште, некоторое количество поступило на вооружение мотострелковых войск ВНР.
В дальнейшем были созданы экспортные варианты автомата под патрон 5,56×45 мм НАТО (с постоянным прикладом и со складным прикладом по образцу АКМ). Первые опытные образцы 5,56-мм NGM были изготовлены заводом в феврале 1986 года и переданы для испытаний.
После самороспуска Организации Варшавского Договора и переориентацией Венгрии на сотрудничество с НАТО производство 5,45-мм NGM-81 было прекращено в 1990 году.
В связи с сокращением военных расходов и численности вооружённых сил страны основным оружием в 1990е годы стал 7,62-мм автомат АК-63. В 1994 году Венгрия начала активное участие в программе НАТО «Партнёрство ради мира», а 12 марта 1999 года вступила в блок НАТО и приняла на себя обязательства по переходу на стандарты НАТО, однако использование в войсках и иных государственных силовых структурах ранее выпущенного оружия было продолжено.
Производство экспортных и коммерческих 5,56-мм вариантов NGM-81 прекращено в связи с банкротством завода FÉG в 2004 году.

## Описание
Основными отличиями NGM-81 от АК-74 советского производства являются деревянные приклад, цевьё, ствольная накладка и пистолетная рукоятка, а также щелевой пламегаситель изменённой конструкции.
Ствол автомата изготавливался методом холодной ковки, канал ствола хромирован.

## Страны-эксплуатанты
- Венгрия[2]